# Zenyōji-Yōgō-Schwarzkiefer

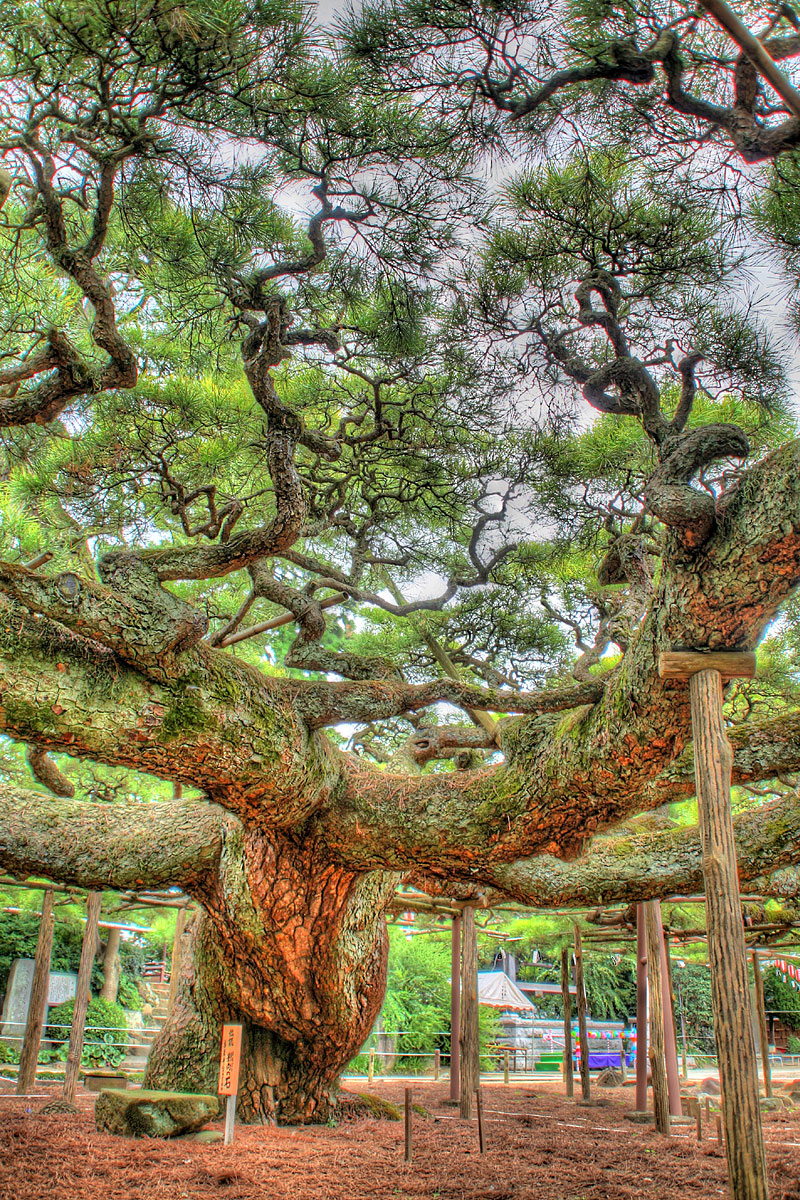

Die Zenyōji-Yōgō-Schwarzkiefer (japanisch 善養寺影向のマツ Zenyōji-Yōgō no Matsu) ist eine große japanische Schwarzkiefer im Zenyōji-Tempel im Stadtbezirk Edogawa von Tokio. Der am Fluss Edo gelegene Zenyōji-Tempel gehört zur Toyoyama-Schule des Shingon-Buddhismus. Die Schwarzkiefer hat eine Höhe von 8 m und einen Stammumfang von etwa 4,5 m. Die Äste erstrecken sich in einer Höhe von ca. 2 m über dem Boden in alle Richtungen. Die Baumkrone erstreckt sich etwa 28 m in Ost-West-Richtung und 31 m in Nord-Süd-Richtung. Die Schwarzkiefer ist über 600 Jahre alt und gilt damit als älteste Kiefer Japans.
Die Zenyōji-Yōgō-Schwarzkiefer wurde am 21. September 2011 als Naturdenkmal ausgewiesen nach dem Naturdenkmal-Kriterium 2.2 („Repräsentative Urwälder, seltene Waldflora“). Bis zu einem Taifun im Jahr 1940 stand eine weitere berühmte Kiefer mit einer Höhe von 50 m (星降り松) gegenüber dem Haupttor. Dort wurde daraufhin ein neuer Baum gepflanzt.